# 56073 Poggianti
56073 Poggianti este o planetă minoră (asteroid) din centura de asteroizi. A fost descoperită pe 26 decembrie 1998 la osservatorio astronomico della Montagna Pistoiese⁠(d) de Maura Tombelli⁠(d). 
Obiectul prezintă o orbită caracterizată de o semiaxă mare de 2,3176734569671 UAi, o excentricitate de 0,21170531248001, o înclinație de 3,1293657561844 ° în raport cu ecliptica.